# Lee Ritenour
Lee Mack Ritenour (Los Angeles, Kalifornia, 1952. január 11. – ) Grammy-díjas amerikai dzsesszgitáros. Az 1960-as évek végétől aktív.

## Életpályája
Gitártanulmányait nyolc éves korában kezdte. Négy évvel később határozta el, hogy zenész lesz. Először 16 éves korában vett részt lemezfelvételen, a The Mamas & the Papas együttessel.  Dzsesszgitárosi fejlődésére Wes Montgomery volt nagy hatással. 
2014-ben fellépett Budapesten a Tavaszi Fesztiválon. A 2020. júniusára a Müpába hirdetett, Dave Grusinnel együtt tartandó  budapesti koncertje – a COVID-19 pandémia következtében – elmaradt. 

## Diszkográfiája

### Albumok
| Dátum | Cím                           | Lemezkiadó         |
| ----- | ----------------------------- | ------------------ |
| 1976  | First Course                  | Epic               |
| 1977  | Gentle Thoughts               | JVC                |
| 1977  | Captain Fingers               | Epic               |
| 1977  | Sugar Loaf Express            | JVC                |
| 1978  | Friendship                    | Jasrac             |
| 1978  | The Captain's Journey         | Elektra            |
| 1979  | Rio                           | GRP                |
| 1979  | Feel the Night                | Discovery          |
| 1979  | Friendship                    | Elektra            |
| 1981  | Rit                           | Discovery          |
| 1982  | Rit 2                         | Discovery          |
| 1983  | On the Line                   | GRP                |
| 1984  | Banded Together               | Discovery          |
| 1985  | Harlequin, Dave Grusinnal     | GRP                |
| 1986  | Earth Run                     | GRP                |
| 1987  | Portrait                      | GRP                |
| 1988  | Festival                      | GRP                |
| 1989  | Color Rit                     | GRP                |
| 1990  | Stolen Moments                | GRP                |
| 1993  | Wes Bound                     | GRP                |
| 1995  | Larry & Lee, Larry Carltonnal | GRP                |
| 1997  | Alive in L.A.                 | GRP                |
| 1998  | This Is Love                  | I.E. Music         |
| 2000  | Two Worlds                    | Decca              |
| 2002  | Rit's House                   | GRP                |
| 2003  | World Of Brazil               | GRP                |
| 2005  | Overtime                      | Peak               |
| 2006  | Smoke 'n' Mirrors             | Peak               |
| 2008  | Amparo, Dave Grusinnal        | Decca              |
| 2010  | 6 String Theory               | Concord            |
| 2012  | Rhythm Sessions               | Concord            |
| 2015  | A Twist of Rit                | Concord            |
| 2020  | Dreamcatcher                  | Mascot Label Group |

### Listára került felvételei
| Dátum | Cím                                                             | Helyezés | Lista (USA) |
| ----- | --------------------------------------------------------------- | -------- | ----------- |
| 1981  | "Countdown Captain Fingers"                                     | 43       | Dance       |
| 1981  | "Is It You"                                                     | 15       | Hot 100     |
| 1982  | "Cross My Heart"                                                | 69       | Hot 100     |
| 1993  | "Waiting in Vain" (ft. Maxi Priest)                             | 54       | R&B         |
| 2007  | "Smoke 'n' Mirrors"                                             | 27       | Smooth Jazz |
| 2007  | "Forget Me Nots"                                                | 14       | Smooth Jazz |
| 2010  | "Shape of My Heart" (Lee Ritenour, Steve Lukather & Andy McKee) | 19       | Smooth Jazz |
| 2010  | "Put the Top Down" (Dave Koz ft. Lee Ritenour)                  | 1        | Smooth Jazz |
| 2012  | "Roadtrip" (Michael Lington ft. Lee Ritenour)                   | 3        | Smooth Jazz |
| 2013  | "The Village"                                                   | 3        | Smooth Jazz |
| 2013  | "L.A. by Bike"                                                  | 15       | Smooth Jazz |
| 2015  | "A Little Bit of This and a Little Bit of That"                 | 5        | Smooth Jazz |

### A Fourplay-jel
- 1991 Fourplay
- 1993 Between the Sheets
- 1995 Elixir
- 1997 Best of Fourplay

### Az L.A. Workshoppal
- 1988: "Norwegian Wood (This Bird Has Flown)"
- 1994: Norwegian Wood, Vol. 2

### Other credits
- 1977 "Strawberry Letter 23" from the album Right On Time by Brothers Johnson
- 1987 Joyride – track 6 "Midi Citi" – (En Pointe)
- 1985 American Flyer (Original Motion Picture Soundtrack) with Greg Mathieson – GRP[forrás?]

### Más  művészek oldalán
- Alphonse Mouzon – Mind Transplant (Blue Note, 1974)
- Peggy Lee – Let's Love (1974)
- Brass Fever – Brass Fever (1975)
- Aretha Franklin – You (1975)
- Carly Simon – Playing Possum (1975)
- Oliver Nelson – Skull Session (Flying Dutchman, 1975)
- Art Garfunkel – Breakaway (1975)
- Barbra Streisand – Lazy Afternoon (1975)
- Alphonse Mouzon – The Man Incognito (Blue Note, 1975)
- Brass Fever – Time Is Running Out (1976)
- Leo Sayer – Endless Flight (1976)
- Frankie Valli – Valli (1976)
- Joe Henderson – Black Miracle (Milestone, 1976)
- Stephen Bishop – Careless (1976)
- Stanley Turrentine – Everybody Come On Out (Fantasy, 1976)
- Paul Anka – The Painter (1976)
- John Handy – Carnival (ABC/Impulse, 1977)
- Quincy Jones – Roots (A&M, 1977)
- Carole Bayer Sager – Carole Bayer Sager (1977)
- Kenny Loggins – Celebrate Me Home (1977)
- Natalie Cole – Thankful (1977)
- Dizzy Gillespie – Free Ride (1977)
- Bette Midler – Broken Blossom (1977)
- Leo Sayer – Thunder in My Heart (1977)
- Lalo Schifrin – Rollercoaster (1977)
- John Denver – I Want to Live (1977)
- B.B. King – King Size (1977)
- Aretha Franklin – Sweet Passion (1977)
- Paulinho da Costa – Agora (Pablo/Concord, 1977)
- Eddie Henderson – Comin' Through (Capitol, 1977)
- Raul Seixas – O Dia em que a Terra Parou (1977)
- David "Fathead" Newman – Keep the Dream Alive (Prestige, 1978)
- Herb Alpert – Herb Alpert / Hugh Masekela (Horizon, 1978)
- Carole Bayer Sager – ...Too (1978)
- Ben E. King – Let Me Live in Your Life (1978)
- Melissa Manchester – Don't Cry Out Loud (1978)
- Barbra Streisand – Songbird (1978)
- Livingston Taylor – Three Way Mirror (1978)
- Barry Manilow – Even Now (1978)
- Glen Campbell – Basic (1978)
- Pink Floyd – The Wall (Harvest/EMI, 1979)
- Yvonne Elliman – Yvonne (1979)
- Art Garfunkel – Fate for Breakfast (1979)
- Syreeta Wright – Syreeta (1980)
- George Benson – Give Me the Night (1980)
- Barbra Streisand – Guilty (1980)
- Neil Sedaka – In the Pocket (1980)
- Minnie Riperton – Love Lives Forever (1980)
- Carole Bayer Sager – Sometimes Late at Night (1981)
- Carly Simon – Torch (1981)
- Sarah Vaughan – Songs of The Beatles (1981)
- Roberta Flack – I'm the One (1982)
- Neil Diamond – Heartlight (1982)
- Grover Washington Jr. – The Best Is Yet to Come (Elektra, 1982)
- Carole King – Speeding Time (1983)
- Sheena Easton – A Private Heaven (1984)
- Melissa Manchester – Mathematics (1985)
- Diane Schuur – Schuur Thing (1985)
- Olivia Newton-John – Soul Kiss (1985)
- Patti Austin – Love Is Gonna Getcha (1990)
- Karimata – Jezz (1991), on "Rainy Days and You" only
- GRP All-Star Big Band – GRP All-Star Big Band (1992)
- Patti Austin – That Secret Place (1994)
- Natalie Cole – Stardust (1996)
- Diana DeGarmo – Blue Skies (2004)
- Brenda Russell – Between the Sun and the Moon (2004)
- George Benson – Songs and Stories (2009)